# أوردة عينية
الأوردة العينية هي الأوردة التي تقوم بتصريف الدم من العين.
وبشكل أكثر تحديدًا، يمكن أن تشير إلى:
- الوريد العيني العلوي
- الوريد العيني السفلي [الإنجليزية]